# Italiaanse hockeyploeg (vrouwen)
De Italiaanse hockeyploeg voor vrouwen is de nationale ploeg die Italië vertegenwoordigt tijdens interlands in het hockey.
Op het Europees kampioenschap voor B-landen in 2005 werd Italië tweede en plaatste zich zodoende voor het Europees kampioenschap voor A-landen in 2007. Op het EK van 2007 in Manchester werd de Italiaanse ploeg zevende en degradeerde daarmee terug naar de Europese groep B-landen.

## Erelijst Italiaanse hockeyploeg
| Jaar | Champions Trophy | Europees kampioenschap     | Olympische Spelen | Wereldkampioenschap      | Hockey World League Hockey Pro League |
| ---- | ---------------- | -------------------------- | ----------------- | ------------------------ | ------------------------------------- |
| 1976 |                  |                            |                   | 10e WK 1976 West-Berlijn |                                       |
| 1978 |                  |                            |                   | geen deelname            |                                       |
| 1979 |                  |                            |                   | geen deelname IFWHA WK   |                                       |
| 1980 |                  |                            | geen deelname     |                          |                                       |
| 1981 |                  |                            |                   | geen deelname            |                                       |
| 1983 |                  |                            |                   | geen deelname            |                                       |
| 1984 |                  | 12e EK 1984 Rijsel         | geen deelname     |                          |                                       |
| 1985 |                  |                            |                   |                          |                                       |
| 1986 |                  |                            |                   | geen deelname            |                                       |
| 1987 | geen deelname    | 11e EK 1987 Londen         |                   |                          |                                       |
| 1988 |                  |                            | geen deelname     |                          |                                       |
| 1989 | geen deelname    |                            |                   |                          |                                       |
| 1990 |                  |                            |                   | geen deelname            |                                       |
| 1991 | geen deelname    | 11e EK 1991 Brussel        |                   |                          |                                       |
| 1992 |                  |                            | geen deelname     |                          |                                       |
| 1993 | geen deelname    |                            |                   |                          |                                       |
| 1994 |                  |                            |                   | geen deelname            |                                       |
| 1995 | geen deelname    | 9e EK 1995 Amstelveen      |                   |                          |                                       |
| 1996 |                  |                            | geen deelname     |                          |                                       |
| 1997 | geen deelname    |                            |                   |                          |                                       |
| 1998 |                  |                            |                   | geen deelname            |                                       |
| 1999 | geen deelname    | geen deelname              |                   |                          |                                       |
| 2000 | geen deelname    |                            | geen deelname     |                          |                                       |
| 2001 | geen deelname    |                            |                   |                          |                                       |
| 2002 | geen deelname    |                            |                   | geen deelname            |                                       |
| 2003 | geen deelname    | 11e EK 2003 Barcelona      |                   |                          |                                       |
| 2004 | geen deelname    |                            | geen deelname     |                          |                                       |
| 2005 | geen deelname    | geen deelname              |                   |                          |                                       |
| 2006 | geen deelname    |                            |                   | geen deelname            |                                       |
| 2007 | geen deelname    | 7e EK 2007 Manchester      |                   |                          |                                       |
| 2008 | geen deelname    |                            | geen deelname     |                          |                                       |
| 2009 | geen deelname    | geen deelname              |                   |                          |                                       |
| 2010 | geen deelname    |                            |                   | geen deelname            |                                       |
| 2011 | geen deelname    | 8e EK 2011 Mönchengladbach |                   |                          |                                       |
| 2012 | geen deelname    |                            | geen deelname     |                          |                                       |
| 2013 |                  | geen deelname              |                   |                          | 12e HWL 2012-13                       |
| 2014 | geen deelname    |                            |                   | geen deelname            |                                       |
| 2015 |                  | 7e EK 2015 Londen          |                   |                          | 16e HWL 2014-15                       |
| 2016 | geen deelname    |                            | geen deelname     |                          |                                       |
| 2017 |                  | geen deelname              |                   |                          | 12e HWL 2016-17                       |
| 2018 | geen deelname    |                            |                   | 9e WK 2018 Londen        |                                       |
| 2019 |                  | geen deelname              |                   |                          | geen deelname                         |
| 2021 |                  | 8e EK 2021 Amstelveen      | geen deelname     |                          | geen deelname                         |
| 2022 |                  |                            |                   | geen deelname            | geen deelname                         |
| 2023 |                  | 8e EK 2023 Mönchengladbach |                   |                          | geen deelname                         |
| 2024 |                  |                            | geen deelname     |                          | geen deelname                         |
| 2025 |                  | geen deelname              |                   |                          | geen deelname                         |